# Carioca (humorista)
Márvio Lúcio dos Santos Lourenço (Niterói, 24 de janeiro de 1976), mais conhecido como Carioca, é um humorista, radialista e repórter brasileiro. É formado em Jornalismo, Robótica e Publicidade. Trabalhou na rádio Jovem Pan por 22 anos, no programa Pânico, bem como em suas versões televisivas na RedeTV! e, em seguida, na Bandeirantes. Depois, trabalhou como repórter do Vídeo Show, na Rede Globo. Atualmente, apresenta o quadro Carioca no Domingo, no Domingo Espetacular, da RecordTV. Apesar do apelido de "Carioca", nasceu no município de Niterói e foi criado no bairro de Neves em São Gonçalo. Foi casado com Paola Machado desde o dia 3 de março de 2006 até março de 2024, tem dois filhos, Nicolas e Lorena, frutos da união.

## Biografia

### Carreira
Márvio iniciou a carreira participando de companhia de imitadores profissionais, com a qual, posteriormente, viria a ser contratado pelo grupo humorístico Pânico em 1996. Em 2003, foi para a RedeTV! para dar início ao Pânico na TV junto com os companheiros de programa da Jovem Pan.
Em 2008, foi jurado no reality show GAS Sound, exibido pela RedeTV!, que revelou a banda de rock Vivendo do Ócio.
Em 2018, Carioca foi contratado pela Rede Globo e estreou no programa Central da Copa com o personagem Cascadura Jr., uma imitação do comentarista esportivo Walter Casagrande Jr. Depois, foi para o Vídeo Show, onde se tornou repórter, ao lado de Maurício Meirelles e Matheus Mazzafera. No mesmo ano, anunciou sua saída da Jovem Pan após 22 anos.
Em 2020, o humorista foi contratado pela RecordTV para integrar o programa Domingo Espetacular, fazendo imitações de artistas do elenco da emissora, como Ronaldo Ésper, Luiz Bacci e Percival de Souza. No mesmo ano, foi confirmado para participar da décima segunda temporada do reality show A Fazenda, fazendo comentários com humor sobre os acontecimentos do programa.
Em junho de 2021, ao lado de Marcos Chiesa (Bola), criaram o programa de podcasting Ticaracaticast, disponível em todas plataformas digitais na internet. Gravado em São Paulo, tem o objetivo de trazer convidados para bate-papos descontraídos, indo ao ar toda terça e quinta.

## Carreira

### Imitações
Márvio é um dos principais imitadores do humor brasileiro. Eis algumas das personalidades já imitadas:
| - Amaury Dumbo - Didi Maiscedo - Boris - Marco Orelha Mella - Marcelo Sem Dente - Jô Suado - Lulu - Aguinaldo Senta - Glória Fezes - Ney Frango - Oswaldo Montenegro - Lobão | - Monarca - Zeca Tamagro - Edson Celular - Bom Echá - Seu Jorge - Raul Zil - Erick Jacão - Dilma Ducheff - Falso Silva - Felipão - Samuel Rosa - Geraldo Alckmin | - Silvio Santos - Sérgio Moro - Tufão - Bella Gil - Papa Chicão - Bolsonabo - Batena - Sargento Fagur - Romero Jucá - Cascadura Jr. - Bob Jeff - Silvio Luiz - Michel Temer - Lula |

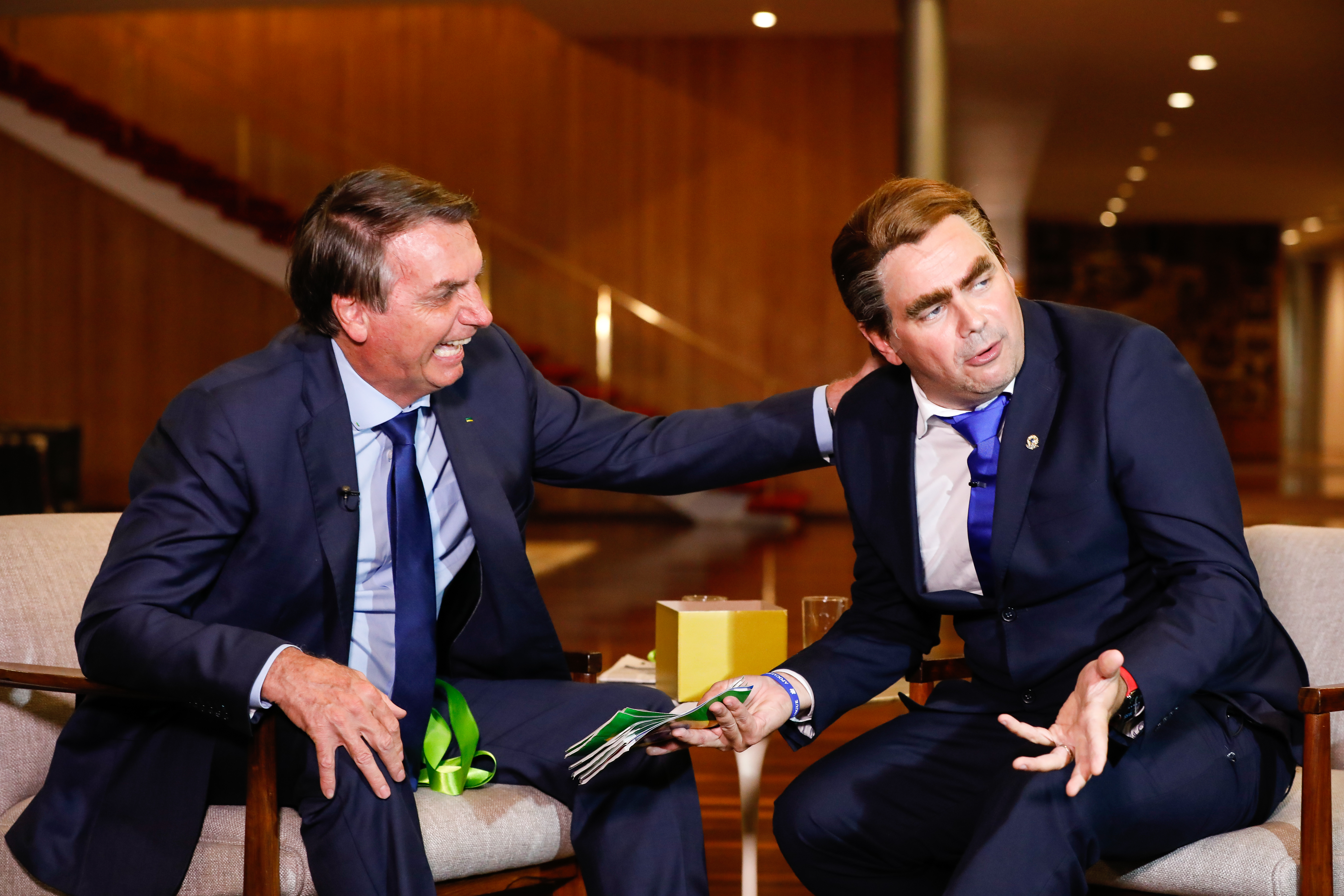
Carioca durante entrevista com o então presidente Jair Bolsonaro em 2020

Uma das características das imitações de Márvio é realizar as personificações vestido de mulher, chegando a depilar o próprio corpo para fazer uma imitação da cantora Shakira.
Em Amaury Dumbo, Márvio satirizava Amaury Jr. e consequente o programa Amaury Jr. Show. Este quadro continha características diferenciais, como "Restaurantes Dumbo", onde Amaury, Makulele e Freddie Mercury Prateado provavam iguarias resultantes de misturas de ingredientes que não combinam; Amaury oferecia sempre no fim do quadro uma "Ypiroca" (sátira à marca Ypióca) aos famosos. Por fim, alguns entrevistados recebiam presentes absurdos do elenco do quadro.
Outra imitação notória, Jô Suado, era uma sátira do apresentador global Jô Soares, o qual recebia no seu programa diversos convidados, todos com trocadilhos referentes aos seus nomes relacionados a de artistas famosos. Jô Suado tentou várias vezes encontrar Jô Soares, mas depois de tantas tentativas sem sucesso, Márvio desistiu e parou de imitar Jô Soares, recusando-se a fazer o Programa do Jô Suado no fim do ano de 2011.
No fim do mesmo ano, foi lançado o reality Em Busca da Cinturinha do Zeca. No reality, Márvio imitava Zeca Camargo como Zeca Tamagro e narrava o reality e a situação dos participantes. Márvio teve sucesso no seu encontro com Zeca, tendo obtido  autorização para continuar a imitação. O bordão "Augusto Limeira", cantado pelos integrantes do programa em ritmo de funk, é uma homenagem a Márvio.
Em 2012, com a ida do programa para a Band, Márvio passou a representar o jornalista Boris Casoy no Jornal do Bóris, um dos quadros de maior audiência do Pânico na Band. Na temporada de 2013, começou imitando Edir Macedo e Marcelo Rezende, como o bispo Didi Maiscedo e Marcelo Sem Dente, que, ao lado de Eduardo Sterblitch e Gui Santana, protagonizavam o quadro de maior audiência do programa.
Em sua participação no programa The Noite com Danilo Gentili, Márvio iniciou a entrevista satirizando o senador Romero Jucá, um dos seus personagens novos.
Na sua participação no Central da Copa, da Rede Globo, apresentou seu novo personagem, Cascadura Jr., satirizando o comentarista Walter Casagrande Jr.

## Filmografia

### Televisão
| Ano           | Título               | Papel         | Notas                                               | Emissora   |
| ------------- | -------------------- | ------------- | --------------------------------------------------- | ---------- |
| 2003—2012     | Pânico na TV         | Vários        |                                                     | RedeTV!    |
| 2008          | GAS Sound            | Jurado        |                                                     | RedeTV!    |
| 2012—2017     | Pânico na Band       | Vários        |                                                     | Band       |
| 2018          | Central da Copa      | Cascadura Jr. |                                                     | Rede Globo |
| 2018—2019     | Vídeo Show           | Repórter      |                                                     | Rede Globo |
| 2020—presente | Domingo Espetacular  | Vários        | Quadros: Carioca no Domingo e Boletinho Espetacular | RecordTV   |
| 2020-presente | A Fazenda            | Apresentador  | Quadro: Sofázenda                                   | RecordTV   |
| 2024          | Sabadou com Virginia | Ele mesmo     |                                                     | Rede Globo |

### Cinema
| Ano  | Título                           | Papel             |
| ---- | -------------------------------- | ----------------- |
| 2015 | A Esperança é a Última que Morre | Governador        |
| 2020 | O Melhor Verão das Nossas Vidas  | Professor Caramez |

### Internet
| Ano           | Título           | Cargo        | Plataforma |
| ------------- | ---------------- | ------------ | ---------- |
| 2017—presente | Canal do Carioca | Apresentador | YouTube    |
| 2021-presente | TICARATICAST     | Apresentador | YouTube    |

### Teatro
| Ano           | Título                    | Papel  |
| ------------- | ------------------------- | ------ |
| 2018—presente | Carioca em Más Companhias | Vários |

### Rádio
| Ano       | Título | Emissora     |
| --------- | ------ | ------------ |
| 1996—2018 | Pânico | Jovem Pan FM |